# Морозовка (Мурованокуриловецкий район)
Морозовка (укр. Морозівка) — село на Украине, находится в Мурованокуриловецком районе Винницкой области.
Код КОАТУУ — 0522884301. Население по переписи 2001 года составляет 718 человек. Почтовый индекс — 23433. Телефонный код — 4356.
Занимает площадь 2,107 км².

## История
В 1946 году указом ПВС УССР село Татариски переименовано в Морозовку.

## Религия
В селе действует Свято-Димитриевский храм Мурованокуриловецкого благочиния Могилёв-Подольской епархии Украинской православной церкви.

## Адрес местного совета
23433, Винницкая область, Мурованокуриловецкий р-н, с. Морозовка, ул. Свердлова, 24